# ترویناس
ترویناس (به فرانسوی: Truinas) یک کمون در فرانسه است که در Canton of Bourdeaux واقع شده‌است.

## خصوصیات
ترویناس ۸٫۶۴ کیلومترمربع مساحت و ۱۲۹ نفر جمعیت دارد و ۵۰۰ متر بالاتر از سطح دریا واقع شده‌است.